# Carpathoglobotruncana
Carpathoglobotruncana es un género de foraminífero planctónico considerado un sinónimo posterior de Sigalitruncana de la Subfamilia Globotruncaninae, de la Familia Globotruncanidae, de la Superfamilia Globotruncanoidea, del Suborden Globigerinina y del Orden Globigerinida. Su especie tipo era Marginotruncana pileoliformis. Su rango cronoestratigráfico abarcaba desde el Turoniense superior hasta el Coniaciense (Cretácico superior).

## Descripción
Su descripción podría coincidir con la del género Sigalitruncana, ya que Carpathoglobotruncana ha sido considerado un sinónimo subjetivo posterior. Su principal diferencia con respecto Sigalitruncana es su forma planoconvexa y cámaras más infladas (abombada tanto en lado umbilical como en lado espiral).

## Discusión
El género Carpathoglobotruncana no ha tenido mucha difusión entre los especialistas. Algunos autores lo han considerado un sinónimo subjetivo posterior de Sigalitruncana. Clasificaciones posteriores incluirían Carpathoglobotruncana en la Superfamilia Globigerinoidea.

## Paleoecología
Carpathoglobotruncana, como Sigalitruncana, incluía especies con un modo de vida planctónico, de distribución latitudinal cosmopolita, y habitantes pelágicos de aguas intermedias a profundas (medio mesopelágico a batipelágico superior).

## Clasificación
Carpathoglobotruncana incluía a las siguientes especies:
- Carpathoglobotruncana filipescui †
- Carpathoglobotruncana marianosi †
- Carpathoglobotruncana pileoliformis †